# Magyarnándor
Magyarnándor là một thị trấn thuộc hạt Nógrád, Hungary. Thị trấn này có diện tích 18,67 km², dân số năm 2010 là 1134 người, mật độ 61 người/km².